# Ruta 318 (Costa Rica)
La Ruta 318, oficialmente Ruta Nacional Terciaria 318, es una ruta nacional de Costa Rica ubicada en las provincias de San José y Puntarenas.

## Descripción
En la provincia de San José, la ruta atraviesa el cantón de Puriscal (el distrito de Chires).
En la provincia de Puntarenas, la ruta atraviesa el cantón de Parrita (el distrito de Parrita).